# Audrey de Montigny
Audrey de Montigny (Sainte-Julienne, 26 luglio 1985) è una cantante canadese.

## Biografia
Proveniente dal Québec, Audrey de Montigny è salita alla ribalta nel 2003 con la sua partecipazione all'edizione inaugurale del talent show Canadian Idol. Si è piazzata quarta nella competizione.
Dopo la fine del talent ha firmato un contratto discografico con la BMG Canada, su cui ha pubblicato il suo singolo di debutto Même les anges, certificato disco di platino dalla Music Canada con oltre 10 000 copie fisiche vendute a livello nazionale. Il singolo ha anticipato l'album di debutto Audrey, uscito nel 2004, che è stato candidato per il premio al miglior album francofono ai Juno Awards 2005, il principale riconoscimento musicale canadese.
Nel 2006, dopo aver lasciato la BMG per avere maggiore controllo artistico sulla sua musica, ha pubblicato un album in lingua francese, Si l'amour existe, e uno in lingua inglese destinato al mercato internazionale, Take Me as I Am. Nel 2012, dopo la pubblicazione del quarto album Un seul instant, ha abbandonato la musica e ha iniziato a lavorare come agente immobiliare a Montréal.

## Discografia

### Album in studio
- 2004 – Audrey
- 2006 – Si l'amour existe
- 2006 – Take Me as I Am
- 2012 – Un seul instant

### Singoli
- 2003 – Même les anges
- 2004 – Dis-moi pourquoi
- 2004 – Don't You Say Goodbye
- 2006 – Prends-moi comme je suis
- 2006 – Jardin oublié
- 2006 – Here We Are (feat. Steve Barakatt)
- 2006 – Take Me as I Am
- 2009 – Dans ma Camaro
- 2012 – Simplement
- 2012 – Aujourd'hui tout va changer
- 2012 – Les anges dans nos campagnes
- 2013 – De toi je rêve
- 2013 – Le mal